# Johannes Wessel

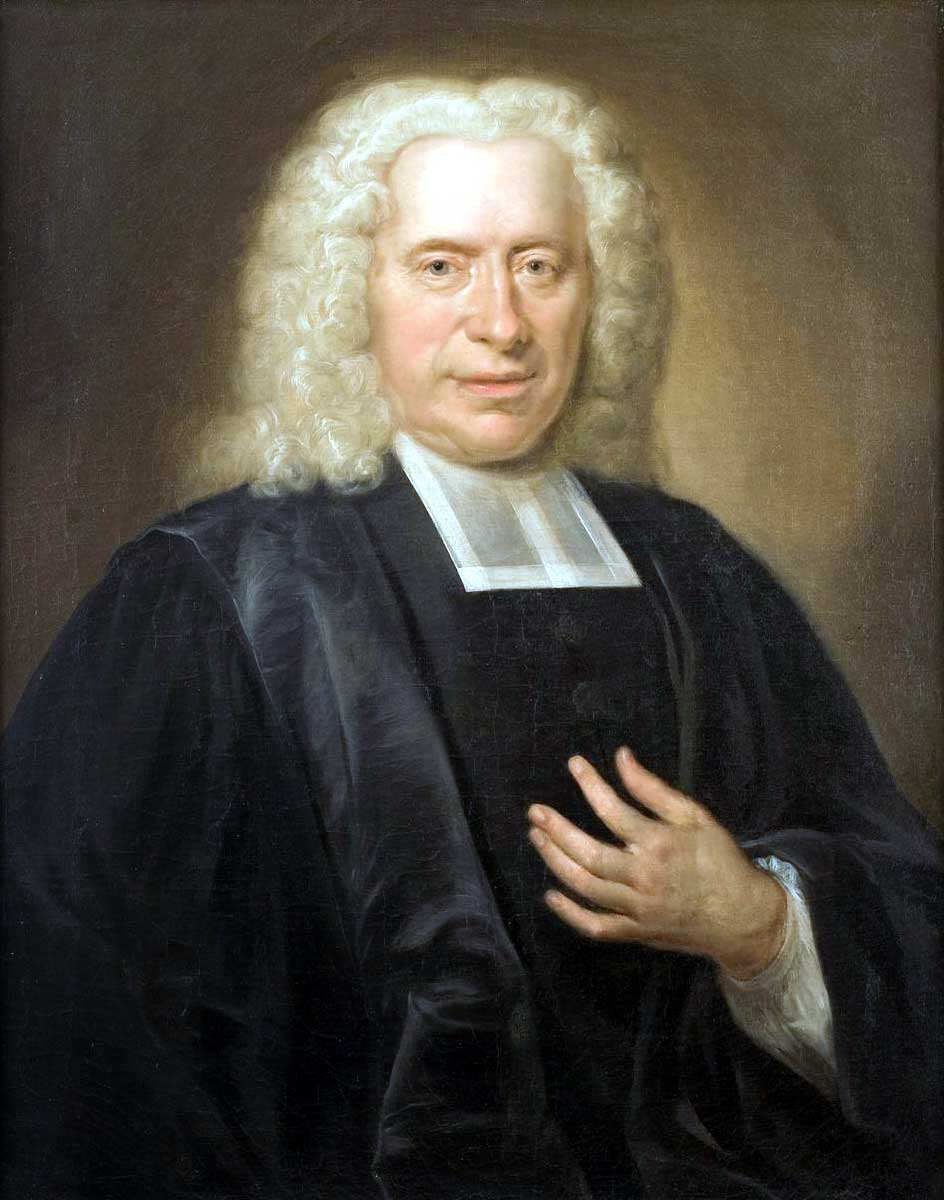
Johannes Wessel

Johannes Wessel auch: Johannes Wesselius, (* 20. Oktober 1671 in Emden; † 16. Januar 1745 in Leiden) war ein deutscher reformierter Theologe.

## Leben
Er war der jüngste Sohn des Rektors der Lateinschule in Emden Hermann Wessel und dessen Frau Gesina Reneman (1631–1699 in Leeuwarden), der Tochter des Kaufmanns in Leeuwarden Herman Reneman. Er hatte die Schule in Leeuwarden besucht, welche unter der Leitung des Rektors Caspar Romberg stand. 1683 zog er an die Universität Groningen, wo er unter Johannes a Marck ein Theologiestudium begann. Diesem folgte er am 8. Dezember 1689 an die Universität Leiden, wo er 1690 die Abhandlung Disputanibus selectis verteidigte. Aber auch Friedrich Spanheim wurde in Leiden sein Lehrer.
Nachdem er die Abhandlungen de fide et spe Iobi eximia ad Joh. XIX, 25-27 und de Sabbatho verteidigt hatte, wurde er 1692 unter die Kandidaten der Theologie in Franeker aufgenommen. Am 16. November 1692 nahm er ein Pfarramt in Akkrum und Terhorne an. Im September 1694 wechselte er als Pfarrer an die Sint Jacobiparochie und erwarb sich am 2. Oktober 1699 in Leiden mit dem Thema de beneficiis Messiae intra LXX septimanas praestandis ad Dan. IX, 25-27 unter Jacobus Trigland der Jüngere die theologische Doktorwürde. Noch Ende 1699 ging er als Pfarrer nach Purmerend und wurde 1705 Pfarrer in Rotterdam. In Rotterdam wurde er 1710 an der Illustren Schule zum Professor der Theologie und Kirchengeschichte berufen, welche Aufgabe am 5. Januar 1711 mit der Rede de laudibus Pauli apostoli (Rotterdam 1711) antrat.
Am 8. Februar 1712 berief man ihn zum Professor der Theologie an die Universität Leiden und man bot ihm ein Pfarramt daselbst. Die Professur übernahm er am 8. März 1712 mit der Einführungsrede de titulo crucis Domini (Rotterdam 1712) und am 2. Oktober das Pfarramt. Am 8. August 1738 übertrug man ihm die Professur für kirchliche Rhetorik, welche er am 19. Januar 1739 mit der Rede de simplicitate prudenti oratoris sacri antrat. Zudem beteiligte er sich auch an den organisatorischen Aufgaben der Leidener Hochschule und war 1728/29 sowie 1740/41 Rektor der Alma Mater.
Wessel war zwei Mal verheiratet. Seine erste Ehe schloss er am 16. Januar 1703 in Purmernd mit Adriana Ruijtenburg (1667 – 2. Februar 1705), der Tochter des Gerhard Constantijn van Ruitenburg und dessen Frau Adriana Pauw. Am 2. November 1710 schloss er seine zweite Ehe mit Magaretha Agatha van Hogendorp (12. Juli 1671 – 19. März 1755) der Tochter des Rates Jan Diederik van Hogendorp und der Petronella Ketting. Aus erster Ehe stammt die Tochter Adriana Johanna Wesselius (20. Januar 1705 – 25. Februar 1769), welche am 29. Oktober 1734 den Professor der Botanik und Medizin Adriaan van Royen (4. November 1704 – 28. Februar 1779), den Sohn des Jan van Royen und dessen Frau Cornelia van Groenendijk, heiratete. Seine zweite Ehe blieb kinderlos.

## Werke (Auswahl)
- Uitgestrektheid van Christus prediking. Rotterdam 1705.
- Intree-reede van Johannes Wesselius oover de Verscheydene en Meenigvuldige Uytneemendheid van den apostel Paulus. Rotterdam 1711 (Online)
- Purmerendse en Rotterdamse kerkredenen. Rotterdam 1712 (2. Aufl.)
- Ad textum Hebr. 9:4. De Sancto Sanctorum habente. Leiden 1712.
- Dissertationes sacrae Leidenses ad selecta quaedam Veteris et Novi Testamenti loca. Leiden 1721.
- De admiranda gentis Judaeorum ubique dispersae in hanc usque diem conservatione. Leiden 1728.
- Oratio funebris in obitum Joh. Marckii. Leiden 1731.
- Dissertationes academiae ad selecta quaedam loca Veteris et Novi Testamenti. Leiden 1734.
- De festo tabernaculorum sub Novo Testamento Hierosolymae ab omnibus gentibus celebrando. Leiden 1740.
- Jubeljaarspredikaatsie over Ps. 71:17. Leiden 1743.
- De ministerio Novi Foederis non literae sed spiritus ad 2Cor. 3:6. Leiden 1744.
- Fasciculus dissertationum in loca Veteris et Novi Testamenti selecta concionum in Jesaie 54.... Groningen 1756, von C. de Teyfer herausgegeben